# Martin Zumpft
Martin Zumpft (* 11. Oktober 1971 in Wertheim) ist ein deutscher Tennistrainer und ehemaliger Tennisspieler.

## Leben
Zumpft wurde im Alter von 18 Jahren Tennisprofi. Er spielte im Lauf seiner Karriere zumeist auf der ATP Challenger Tour. Einen ersten Erfolg erreichte er 1991 in Bangalore, wo er mit dem Briten Sean Cole das Doppelfinale erreichte. Danach spielte er zunächst auf der ATP Satellite Tour, bis ihm 1993 wieder nennenswerte Erfolge bei Challenger-Turnieren gelangen. 1994 konnte er in Bombay mit seinem Landsmann Martin Sinner seinen ersten Doppeltitel auf der ATP Challenger Tour erringen, sein zweiter und letzter Doppeltitel folgte im darauf folgenden Jahr in Singapur. Ebenfalls 1995 erreichte er mit der Halbfinalteilnahme in San Marino an der Seite von Bill Behrens sein bestes Ergebnis auf der ATP World Tour. Seine höchste Notierung in der Tennis-Weltrangliste erreichte er 1996 mit Position 268 im Einzel sowie 1995 mit Position 147 im Doppel. Für ein Grand-Slam-Turnier konnte er sich nie qualifizieren. Er spielte für den Rochusclub in der Tennis-Bundesliga.
Nach dem Ende seiner Profikarriere wurde Zumpft Tennistrainer. Zunächst arbeitete er in Nick Bollettieris Tenniscamp, wo er mit vielen späteren Topspielern arbeitete, darunter Martina Hingis und Tommy Haas. Danach arbeitete er als selbständiger Trainer und betreute unter anderem Mary Pierce.

## Turniersiege
| Legende                       |
| Grand Slam                    |
| Tennis Masters Cup            |
| ATP Masters Series            |
| ATP International Series Gold |
| ATP International Series      |
| ATP Challenger Tour (2)       |

### Doppel
| Nr. | Datum | Turnier  | Belag     | Partner         | Finalgegner                 | Ergebnis      |
| --- | ----- | -------- | --------- | --------------- | --------------------------- | ------------- |
| 1.  | 1994  | Bombay   | Hartplatz | Martin Sinner   | Sascha Nensel Torben Theine | 6:1, 6:4      |
| 2.  | 1995  | Singapur | Hartplatz | Chris Wilkinson | Nicola Bruno Mosé Navarra   | 4:6, 6:1, 6:4 |